# Fours à chaux des Mulots
Les fours à chaux des Mulots est un ancien ensemble industriel de fours à chaux situés à Orval sur Sienne, dans le département de la Manche, en région Normandie. Le site est inscrit au titre des monuments historiques depuis 2009.

## Localisation
Les fours sont situés au lieudit Le Raqueret.

## Historique
Les fours à chaux sont construits au XIXe siècle.
Un arrêté du 11 septembre 2009 inscrit les deux fours au titre des monuments historiques, avec leur rampe de chargement.